# Jesiden in Armenien

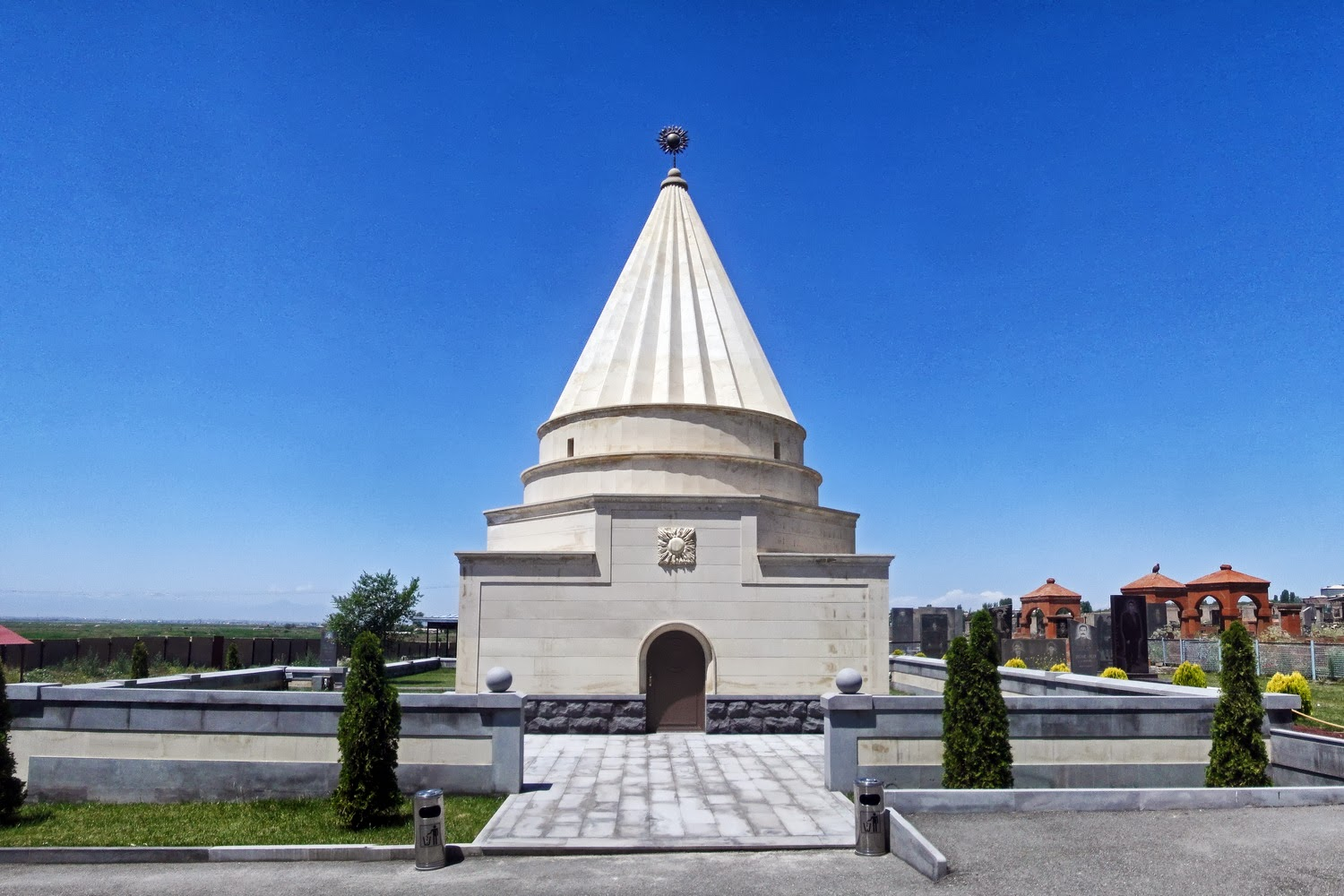
Der kleinere der beiden jesidischen Tempel im Dorf Aknalitsch

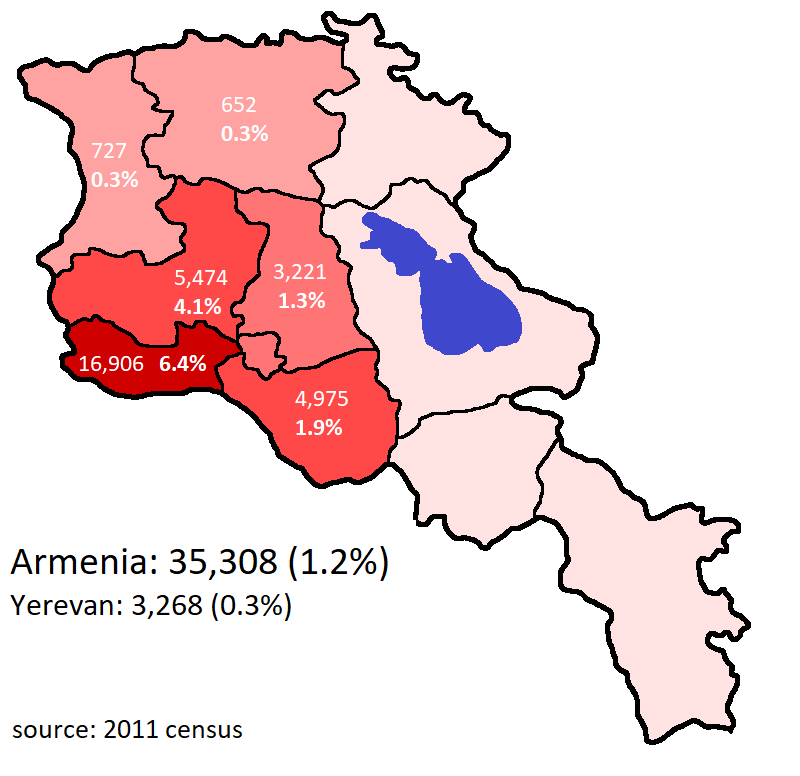
Anteil jesidischer Bevölkerung in den Provinzen Armeniens (Stand 2011)

Die Zahl der Jesiden in Armenien beträgt laut der Volkszählung 2011 in Armenien 35.272.

## Geschichte
Viele der Jesiden kamen im 19. und frühen 20. Jahrhundert nach Armenien und Georgien, um der Verfolgung zu entgehen, da sie von Türken und muslimischen Kurden unterdrückt wurden, die sie zum Islam zu bekehren versuchten. Jesiden wurden neben Armeniern während des Völkermords an den Armeniern getötet, was zur Folge hatte, dass viele in den russischen Teil des armenischen Siedlungsgebiets flohen.
Jesiden sind gut in die armenische Gesellschaft integriert. Sie haben die Religionsfreiheit und können ihre kulturellen Traditionen pflegen.
Die erste Jesiden-Schule überhaupt wurde im Jahr 1920 in Armenien eröffnet. In Armenien sind die Jesiden offiziell seit 2002 als eigenständige Ethnie anerkannt.
Die Jesiden versteckten während des armenischen Völkermords 20.000 Christen vor den Osmanen in den Sindschar-Bergen. Armenien nahm viele vor muslimischen Kurden und Türken geflüchtete Jesiden auf.
Es gab Diskriminierung gegen die Jesiden in Armenien. Jesidische Kinder neigten dazu, in Schulen ihre Identität zu verbergen, um Diskriminierung zu vermeiden. Des Weiteren wird die Bezeichnung „Yezidi“ für Jesiden häufig von Nicht-Jesiden als Beleidigung benutzt.

## Persönlichkeiten
- Aziz Tamoyan
- Celile Celil
- Roman Amojan